# Sebastiano Vassalli
Sebastiano Vassalli (n. 24 octombrie 1941, Genova, Italia – d. 27 iulie 2015, Casale Monferrato, Piemont, Italia) a fost un scriitor italian.
A câștigat Premiul Strega în 1990 pentru La chimera.